# Tomasz Byrt
Tomasz Byrt (25 gennaio 1993) è un ex saltatore con gli sci polacco.

## Biografia
In Coppa del Mondo ha esordito il 21 gennaio 2011 a Zakopane (40°) e ha ottenuto l'unico podio il 12 marzo successivo a Lahti (3°).
In carriera ha preso parte a un'edizione dei Campionati mondiali, Oslo 2011 (50° nel trampolino normale).

## Palmarès

### Mondiali juniores
- 1 medaglia:
  - 1 argento (gara a squadre a Erzurum 2012)

### Coppa del Mondo
- Miglior piazzamento in classifica generale: 78º nel 2011
- 1 podio (a squadre):
  - 1 terzo posto